# Geonoma densa
Geonoma densa är en enhjärtbladig växtart som beskrevs av Jean Jules Linden och Hermann Wendland. Geonoma densa ingår i släktet Geonoma och familjen Arecaceae. Inga underarter finns listade i Catalogue of Life.